# Derek Mountfield
Derek Neal Mountfield (* 2. November 1962 in Liverpool) ist ein ehemaliger englischer Fußballspieler. Der Innenverteidiger war Mitte der 1980er-Jahre Bestandteil des zu diesem Zeitpunkt sehr erfolgreichen FC Everton und gewann neben zwei englischen Meisterschaften (1985, 1987) und einem FA Cup (1984)  in der Saison 1984/85 den Europapokal der Pokalsieger. Später war er noch Leistungsträger bei Aston Villa und errang mit diesem Klub 1990 die Vizemeisterschaft.

## Sportlicher Werdegang

### Über Tranmere zum FC Everton (1980–1988)
Geboren in Liverpool und aufgewachsen in Wallesey erlernte Mountfield das Fußballspielen bei den Prenton Park Rangers. Zu seinen frühen Idolen zählte Roy McFarland und diesem eiferte er in der Spielweise nach, die sich gleichsam in technischen Fähigkeiten und einer gewissen „Coolness“ im Kopfballspiel und im Zweikampf ausdrückte. Und wie McFarland begann Mountfield seine Profilaufbahn bei den Tranmere Rovers. Der Start im Profifußball war zunächst etwas holprig und nur eines seiner fünf ersten Ligaspiele der Saison 1980/81 ging nicht verloren – das Debüt hatte für den jungen Innenverteidiger am 18. März 1981 gegen Peterborough United mit einer 1:4-Niederlage geendet. In der folgenden Spielzeit 1981/82 kam er dann häufiger zum Zuge und neben seinen 24 Einsätzen gelang ihm gegen Hull City (2:1) am 3. Oktober 1981 sein erstes Tor im Profigeschäft. Sein Talent blieb letztlich auch ambitionierteren Klubs nicht verborgen und so entschied sich mit Howard Kendall der Trainer des Erstligisten FC Everton im Sommer 1982 dazu, den gerade einmal 19-jährigen Mountfield zu verpflichten.
Bei den „Toffees“ blieb Mountfields sportliche Perspektive in der Saison 1982/83 zunächst noch auf die Reservemannschaft beschränkt, aber als dann Mark Higgins mit Verletzungen zu kämpfen hatte, nutzte er im folgenden Jahr die ihm gebotenen Chancen. Gemeinsam mit Kevin Ratcliffe bildete er fortan ein effektives Abwehrzentrum und im Gegensatz zu Ratcliffe zeigte sich Mountfield auch im gegnerischen Strafraum äußerst torgefährlich. In den 47 Pflichtspielen erreichte er im Frühjahr 1984 das Finale sowohl im Ligapokal, das über ein Wiederholungsspiel gegen den FC Liverpool verloren ging, als auch im FA Cup, das mit einem 2:0-Erfolg gegen den FC Watford endete. Fünf Tage nach dem Pokalsieg bestritt er dann für die englische U-21-Auswahl sein einiges Länderspiel und holte mit einem 2:0-Sieg in Finalrückspiel gegen Spanien gleichzeitig die Europameisterschaft.
Weitere signifikante Fortschritte machte Mountfield in der Saison 1984/85, als er mit dem FC Everton nicht nur überlegen die englische Meisterschaft und dazu noch den Europapokal der Pokalsieger gewann, sondern auch 14 Pflichtspieltore erzielte, was für einen Verteidiger eine außerordentlich gute Ausbeute war. Umso ernüchternder verliefen dann die folgenden Jahre, als Mountfield zunächst mit Verletzungen zu kämpfen hatte und ab Mitte 1986 seinen Platz endgültig an den neu verpflichteten Dave Watson verlor. Als Ergänzungsspieler kam er in der Saison 1986/87 immerhin auf 13 Einsätze, was ihm nach dem Gewinn eines weiteren Meistertitels immerhin eine offizielle Medaille verschaffte. Nach neun Pflichtspielen in der Saison 1987/88 und dabei lediglich vier Auftritten in der Startelf des FC Everton verließ er dann Klub im Juni 1988 in Richtung Aston Villa, das gerade aus der zweiten Liga in der Eliteklasse zurückgekehrt war.

### Aston Villa & Wolverhampton Wanderers (1988–1994)
Nachdem er in seinem ersten Jahr in Birmingham  mit einigen Blessuren zu kämpfen und dabei knapp den Klassenerhalt erreicht hatte, bildete Mountfield mit den im Sommer 1989 dazu gekauften Paul McGrath und Kent Nielsen eine erfolgreiche Dreier-Abwehrkette im 3-5-2-System von Trainer Graham Taylor, die Aston Villa zu einer Vizemeisterschaft führte. Damit qualifizierte er sich mit den „Villans“ für den UEFA-Pokal und in der ersten Runde steuerte er zwei Tore zum Weiterkommen gegen Baník Ostrava (3:1,2:1) bei, bevor dann Inter Mailand trotz eines 2:0-Hinspielsiegs nach einer 0:3-Niederlage Endstation im Wettbewerb und Mountfields letzter Europapokalgegner war. Wie auch Nielsen fand Mountfield in der Saison 1991/92 unter dem neuen Trainer Ron Atkinson nur noch wenig Berücksichtigung und so verließ er Aston Villa in Richtung des Zweitligisten Wolverhampton Wanderers.
Die „Wolves“ liehen Mountfield im November 1991 zunächst aus und statteten ihn dann im März 1992 mit einem festen Vertrag aus. Bis zum Ende der Saison 1993/94 absolvierte er bei dem neuen Klub 91 Pflichtspiele, wobei er neben seiner bevorzugten Abwehrposition auch im Mittelfeld zum Zug kam. Größere Erfolge blieben dabei aus und nach stetigen Platzierungen im Zweitligamittelfeld rückte er ab Dezember 1993 immer mehr ins zweite Glied zurück. Im August 1994 wechselte er dann ablösefrei in die vierte Liga zu Carlisle United.

### Karriereausklang und kurze Trainerausflüge (1994–2001)
In Carlisle sorgte er mit seiner Erfahrung für große Stabilität in der Abwehr, stieg mit dem neuen Klub über den Gewinn der Viertligameisterschaft in die Drittklassigkeit auf und erreichte zudem das Finale in der Football League Trophy, das mit 0:1 gegen Birmingham City verloren ging – zuvor hatte er im Halbfinalrückspiel gegen den AFC Rochdale ein Auswärtstor geschossen. Verletzungen sorgten anschließend dafür, dass Mountfield zu Beginn der Saison 1995/96 lediglich in einem Ligapokalspiel auflief und im Oktober 1995 fand er in dem Viertligisten Northampton Town einen neuen Arbeitgeber. Gerade einmal einen Monat und vier Einsätze später zog er weiter zum FC Walsall. Gemeinsam mit dem ebenfalls neu verpflichteten Adrian Viveash bildete er das Abwehrzentrum der „Saddlers“ und bis zum Ende der laufenden Spielzeit verpasste er aufgrund kleinerer Blessuren lediglich drei Begegnungen. Auch in seinem zweiten Jahr in Walsall erwies sich Mountfield als Konstante in der Defensive und das ursprünglich nur bis zum Sommer 1997 ausgelegte Engagement wurde um eine weitere Saison verlängert. Mit einem späten Ausgleichstor zum 1:1 gegen den FC Fulham, seinem letztlich letzten Treffer in einem Profispiel, „bedankte“ sich Mountfield am 16. August 1997 und obwohl er mittlerweile an Schnelligkeit eingebüßt hatte, blieb er in mehr als der Hälfte der Partien in der Mannschaft, bevor ihn dann im Mai 1998 der neue Trainer Ray Graydon aussortierte.
Es folgte ein kurzer Ausflug in die semiprofessionelle Southern League zu den Bromsgrove Rovers, bevor es ihn kurz nach der Jahreswende 1998/99 zum FC Scarborough in die vierte Liga zog. Dort absolvierte er noch einmal sechs Ligapartien und half nach dem Rücktritt von Mick Wadsworth kurzzeitig als Trainer aus. Mit dem Abstieg als Tabellenletzter in die Football Conference endete dann gleichsam Mountfields Aufenthalt für den Klub als auch seine aktive Profikarriere insgesamt. Ein gutes Jahr später verpflichtete ihn der irische Erstligist Cork City, der kurz nach Beginn der Saison 2000/01 vor einer UEFA-Pokal-Partie gegen den FC Lausanne-Sport stand. Neben der Niederlage in diesen Qualifikationsspielen gestaltete sich Mountfields erstes längeres Trainerengagement turbulent und nach wenig konstanten Darbietungen des Teams wurde er im Anschluss an eine 0:4-Heimniederlage gegen St Patrick’s Athletic im Januar 2001 bereits wieder entlassen.

## Titel/Auszeichnungen
- Europapokal der Pokalsieger (1): 1985
- Englische Meisterschaft (2): 1985, 1987
- Englischer Pokal (1): 1984
- Charity Shield (2): 1984, 1985
- U-21-Europameisterschaft (1): 1984